# 生物学部
生物学部（せいぶつがくぶ、英称：The School of Biological Science）は、生物学を教育研究するために大学におかれている学部の名称。

## 概要
日本では2012年4月時点で、東海大学に開設されている。類似の学部にバイオサイエンス学部が長浜バイオ大学に、バイオ環境学部が京都学園大学に開設されている。
東海大学の学部の1つとして開設。学部には、生物学科（英称：Department of Biology）、海洋生物科学科（英称：Department of Marine Biology and Sciences）の2学科を設置。学位は、「学士（理学）」（英称：Bachelor of Science）を両学科ともに設定している。
このほか、類似の名称学部に、岡山理科大学が生物地球学部を開設している。
沿革
- 1988年4月 - 北海道東海大学 工学部が開設。
- 2008年4月 - 東海大学、九州東海大学、北海道東海大学を統合し、東海大学生物理工学部として、改組・開設。
- 2012年4月 - 生物理工学部を改組し、生物学部を開設。

## 生物学部を置く外国大学の一例
- アメリカ：ウィスコンシン大学マディソン校，シカゴ大学，カリフォルニア大学アーバイン校，ミシガン州立大学
- ドイツ：ユリウス・マクシミリアン大学ヴュルツブルク
- スペイン：セビリア大学
- ポーランド：アダム・ミツキェヴィチ大学
- モンゴル：モンゴル国立大学
- ロシア：カザン州立大学
- イスラエル：イスラエル工科大学